# Tonko Fabris
Tonko Fabris (Zagreb, 22. travnja 1979.), hrvatski akademski kipar.

## Životopis
Potječe iz korčulanske obitelji kamenoklesara i kipara stoga je njegovo školovanje i odabir životnog poziva bio logičan slijed. Nakon osnovne škole upisao je Školu za primijenjenu umjetnost i dizajn u Zagrebu koju je završio 1997. godine. Iste godine upisuje zagrebačku Akademiju likovnih umjetnosti, odjel kiparstvo. Nakon dvije godine studija odlazi na odsluženje vojnog roka nakon čega nastavlja studij u klasi profesora Gračana. Diplomirao je 2007. godine.
Tijekom i nakon školovanja radio je s ocem Vinkom Fabrisom, akademskim kiparom, na brojnim poslovima konzerviranja i restauriranja kamene plastike od kojih izdvaja restauraciju renesansnih kamenih elemenata palače Arsan na Cresu, obnovu rigalica i fijala na pročeljima zagrebačke Katedrale, zatim izradu grbova, ograde balkona i replike kamene skulpture Madone s djetetom na zabatu Nadbiskupskog dvora u Zagrebu. Sudjelovao je u izradi faksimila kamene skulpture Krista prema originalnoj skulpturi Frana Kršinića na groblju sv. Ane u Osijeku, stradaloj u Domovinskom ratu. Radio je na obnovi kamenih detalja gotičkih crkava u Hrvatskoj stradalih u ratu.
Tijekom istog razdoblja modelirao je i klesao u kamenu vlastite skulpture i sudjelovao na zajedničkim izložbama studenata ALU.
Između 2006. i 2009. Fabris je bio suradnik likovnih radionica u Knjižnicama Vladimira Nazora i likovnih radionica za djecu u Galeriji Klovićevi dvori u Zagrebu. Od 2009. godine zaposlen je u Hrvatskom restauratorskom zavodu, u Odjelu za kamenu plastiku u sklopu kojeg sudjeluje na brojnim konzervatorsko-restauratorskim projektima i programima u Hrvatskoj (dvor Veliki Tabor u Humu Košničkom, zapadno pročelje cistercitske crkve u Topuskom; kapela sv. Trojstva starog gradg Sokolca u Brinju, gotička crkva sv. Marije Magdalene u Zrinu, crkva sv. Vlaha u Dubrovniku i dr.)
Autor je javnog spomenika, biste dr. Ivana Šretera koja je postavljena u Pakracu 2009. u spomen na njegov život i stradanje u Domovinskom ratu. Također je autor skulpture koju Zaklada dr. Ivan Šreter svake godine dodjeljuje kao nagradu autoru najbolje nove hrvatske riječi.

## Vanjske poveznice
- http://tonkofabris.com/  Arhivirana inačica izvorne stranice od 26. rujna 2015. (Wayback Machine) Službena stranica
- Hrvatski restauratorski zavod, Odjel za kamenu plastiku, Tonko Fabris  Arhivirana inačica izvorne stranice od 8. kolovoza 2020. (Wayback Machine)